# Michele Blasco
Michele Blasco (* 17. Februar 1628 in Sciacca; † 1685 ebenda) war ein italienischer Maler und Architekt des Barock auf Sizilien.

## Leben
Der aus Sciacca stammende Blasco war ausschließlich in der Umgebung seiner Heimatstadt tätig. Neben seiner Tätigkeit als Architekt schuf er Fresken und Tafelbilder. Er erhielt als Maler und Architekt um 1656 den Auftrag die Chiesa Madre (auch Chiesa Matrice genannt) in Sciacca zu erneuern. Die Arbeiten dauerten bis in das Jahr 1686.

## Werke (Auswahl)
- Cattedrale di Santa Maria del Soccorso (Sciacca): Umbau und Erweiterung der Kathedrale (1656)
- Duomo (Piazza Armerina): Gutachten und Entwurf für die Fassade (1672)
- Chiesa del Collegio (Sciacca): Tafelbild “Mariä Himmelfahrt”
- Cattedrale di San Gerlando (Agrigent): Apsismalerei
- Palazzo Naselli (Aragona): Allegorische Fresken